# Aviatyrannis
Aviatyrannis là một chi khủng long theropoda sống vào thời kỳ tầng Kimmeridge của Jura muộn tại nơi ngày nay là Bồ Đào Nha.
Tên chi xuất phát từ tiếng Latinh avia, "bà", và tyrannus, "bạo chúa", ở trường hợp này tyrannis ở thể sở hữu.